# När solen färgar juninatten
När solen färgar juninatten är en sång inspelad av Sven-Ingvars från deras album Playa blanca som ursprungligen kom ut på LP 1976. Texten är skriven av Värmlandspoeten Torleif Styffe och tonsatt av Sven-Erik Magnusson. Första gången texten kunde höras var dock när dansbandet Lill-Ingmars släppte låten Juninatten på sitt album 1972. De hade då en amerikansk countrylåt som de skulle göra på svenska och fick då denna text från textförfattaren själv. Låten blev dock ingen större framgång, och Torleif Styffe gav den till Sven-Erik Magnusson som gjorde en helt egen tonsättning med bland annat stråkar.
Sångtexten handlar om sommaren, om att ta vara på sina sommarminnen under hela året.
I maj 2002 gjorde bandet en nyinspelning av låten, då under namnet Juninatten, som släpptes på singel samma år. Den tog sig då in på Svensktoppen den 24 augusti det året och placerade sig på nionde plats, men låg bara på listan i en veckas tid.
I sista avsnittet av Så mycket bättre Så mycket bättre 2017 var Sven-Erik Magnusson och Sven Ingvars tema i sista programmet, när sonen Oscar var med som gäst. Tomas Andersson Wij spelade då in låten, och hans framträdande blev omtyckt av Oscar. Tomas Andersson Wijs inspelning tog sig den 24 juni 2018 också in på Svensktoppen.
År 2020 framförde gruppen Mando Diao låten i tv-frågesporten På spåret.

## Medverkande
- Sång och gitarr: Sven-Erik Magnusson
- Flöjt:  Sven-Olof Petersson
- Stråkar: Harry Teike, Gunnar Michols, Sixten Strömwall, Bertil Orsin, Claes Nilsson, Bo Söderström, Lars Arvinder, Håkan Roos, Jan Neander, och Åke Olofsson.
- Piano: Göte Wilhelmson
- Elpiano: Kjell Öhman
- Elgitarr:  Ingvar Karlsson
- Bas: Hasse Svensson
- Trummor: Robin Bailey

### Fotnoter
1. ↑  ”Playa blanca”. Svensk mediadatabas. 25 februari 1976. https://smdb.kb.se/catalog/id/001885522. Läst 2 augusti 2018.
2. ↑  ”Juninatten”. Svensk mediadatabas. 25 februari 2002. https://smdb.kb.se/catalog/id/001550000. Läst 2 augusti 2018.
3. ↑  ”Juninatten”. Nostalgilistan. 24 augusti 2002. https://www.nostalgilistan.se/sven-ingvars-49/juninatten-2555. Läst 2 augusti 2018.
4. ↑  ”När solen färgar juninatten”. Nostalgilistan. 24 juni 2018. https://www.nostalgilistan.se/tomas-andersson-wij-2435/nar-solen-fargar-juninatten-40963. Läst 2 augusti 2018.